# Сент-Маркс (Флорида)
Сент-Маркс (англ. St. Marks) — місто (англ. city) в США, в окрузі Вакулла штату Флорида. Населення — 274 особи (2020).

## Географія
Сент-Маркс розташований за координатами 30°9′58″ пн. ш. 84°12′30″ зх. д. / 30.16611° пн. ш. 84.20833° зх. д. (30.166064, -84.208317).  За даними Бюро перепису населення США в 2010 році місто мало площу 5,03 км², з яких 5,01 км² — суходіл та 0,02 км² — водойми.

## Демографія
Згідно з переписом 2010 року, у місті мешкали 293 особи в 145 домогосподарствах у складі 79 родин. Густота населення становила 58 осіб/км².  Було 206 помешкань (41/км²).
Расовий склад населення:
| - 96,9 % — білих - 1,7 % — чорних або афроамериканців - 0,3 % — корінних американців - 0,3 % — азіатів |

До двох чи більше рас належало 0,7 %. Частка іспаномовних становила 0,0 % від усіх жителів.
За віковим діапазоном населення розподілялося таким чином: 17,7 % — особи молодші 18 років, 68,3 % — особи у віці 18—64 років, 14,0 % — особи у віці 65 років та старші. Медіана віку мешканця становила 46,5 року. На 100 осіб жіночої статі у місті припадало 96,6 чоловіків;  на 100 жінок у віці від 18 років та старших — 100,8 чоловіків також старших 18 років.
Середній дохід на одне домашнє господарство  становив 53 222 долари США (медіана — 49 688), а середній дохід на одну сім'ю — 67 975 доларів (медіана — 65 750). За межею бідності перебувало 14,5 % осіб, у тому числі 21,6 % дітей у віці до 18 років та 11,8 % осіб у віці 65 років та старших.
Цивільне працевлаштоване населення становило 114 осіб. Основні галузі зайнятості: науковці, спеціалісти, менеджери — 28,1 %, транспорт — 15,8 %, роздрібна торгівля — 14,0 %.